# Maja Savić (volley-ball)
Maja Savić est une joueuse de volley-ball serbe née le 14 août 1993 à Valjevo. Elle mesure 1,89 m et joue au poste de centrale. Elle totalise 66 sélections en équipe de Serbie.

## Clubs
| Club                | De        | À         |
| ------------------- | --------- | --------- |
| Srbijanka Valjevo   | 2005-2006 | 2007-2008 |
| OK Partizan Vizura  | 2008-2009 | 2014-2015 |
| MKS Muszyna         | 2015-2016 | 2017-2018 |
| ŽOK Železničar      | 2018-2019 | 2018-2019 |
| CS Dinamo Bucureşti | 2019-2020 | 2019-2020 |
| ŽOK Železničar      | 2020-2021 | …         |

## Palmarès

### Équipe nationale
- Championnat d'Europe des moins de 18 ans
  - Finaliste : 2009.
- Championnat du monde des moins de 18 ans
  - Finaliste : 2009.
- Championnat d'Europe des moins de 20 ans
  - Finaliste : 2010.

### Clubs
- Championnat de Serbie
  - Vainqueur : 2014, 2015, 2019.
  - Finaliste : 2011.
- Coupe de Serbie
  - Vainqueur : 2015, 2019.
  - Finaliste : 2011, 2013, 2014.
- Supercoupe de Serbie
  - Vainqueur : 2013, 2014.
  - Finaliste : 2018.
- Championnat de Roumanie
  - Finaliste : 2020.